# Arens de Lledó
Arens de Lledó (aragónul: Arens de Ledón, katalánul: Arenys de Lledó) település Spanyolországban, Teruel tartományban. Arens de Lledó Horta de Sant Joan, Caseres, Lledó, Cretas és Calaceite községekkel határos. Lakosainak száma 194 fő (2024).

## Népesség
A település lakosságának változását az alábbi diagram mutatja:
| Lakosok száma | 239  | 226  | 228  | 214  | 205  | 208  | 199  | 211  | 214  | 194  |
|               | 2001 | 2004 | 2007 | 2009 | 2012 | 2014 | 2017 | 2019 | 2022 | 2024 |